# 平野富士夫
平野 富士夫（ひらの ふじお、1917年1月21日 - 1998年11月8日）は、日本の機械工学者。九州大学名誉教授。トライボロジー（摩擦学）の国際的権威。

## 経歴
東京に生まれる。1934年福岡県中学修猷館、1936年旧制福岡高等学校理科乙類を経て、1939年九州帝国大学工学部機械工学科を卒業する。
1939年九州帝国大学工学部講師となるが、同年10月には兵役に就き、陸軍技術大尉となり終戦を迎え、1946年九州帝国大学工学部に復職。1947年助教授を経て、1957年教授に就任する。1956年には工学博士の学位を得ている。1980年九州大学を定年退官し、大分工業高等専門学校校長に就任、1986年定年退職する。
この間、1978年から1980年にかけて日本潤滑学会（現・日本トライボロジー学会）会長を務めている。
1987年トライボロジー・ゴールドメダル受賞。